# Nicky Hernandez
Dominick "Nicky" Gilbert Hernandez (Dallas, 21 de septiembre de 1998) es un futbolista profesional estadounidense que juega como centrocampista en el New Mexico United de la USL Championship.

## Trayectoria

### Carrera universitaria
Hernández formó parte del equipo de la academia USSDA Dallas Texans hasta 2017, cuando fue a jugar fútbol universitario en la Universidad Metodista del Sur. Hernández jugó tres temporadas con los Mustangs entre 2017 y 2019, haciendo 48 apariciones, anotando 8 goles y sumando 9 asistencias. Hernández fue nombrado Equipo del Torneo AAC en 2019 y Equipo del Torneo All-SMU en 2018.
Mientras estaba en la universidad, Hernández jugó con el lado Texas United de la USL League Two durante su temporada 2018, anotando 2 goles y sumando 3 asistencias en 9 apariciones en la temporada regular. Durante su temporada 2019, Hernández jugó con el Denton Diablos FC de la NPSL.
Hernández jugó en la United Premier Soccer League para el FC Harrington durante la temporada Primavera 2020.

### North Texas SC
El 12 de septiembre de 2020, Hernández dejó la universidad antes de tiempo para firmar un contrato profesional con North Texas SC, el club filial de la USL League One del FC Dallas. Hizo su debut el mismo día, comenzando en una victoria por 2-0 sobre FC Tucson.
El 21 de enero de 2021, FC Dallas seleccionó a Hernández en el puesto 15 en general en el SuperDraft de la MLS 2021.

### FC Dallas
El 23 de marzo de 2021, Hernández firmó oficialmente con el FC Dallas de la MLS.
El 13 de abril de 2022, fue enviado a préstamo al San Antonio FC de la USL Championship.

## Clubes
| Club                        | País           | Año           |
| --------------------------- | -------------- | ------------- |
| Texas United                | Estados Unidos | 2018          |
| Denton Diablos FC           | Estados Unidos | 2019          |
| FC Harrington               | Estados Unidos | 2020          |
| North Texas SC              | Estados Unidos | 2020-         |
| FC Dallas                   | Estados Unidos | 2021-2022     |
| San Antonio FC (a préstamo) | Estados Unidos | 2022          |
| New Mexico United           | Estados Unidos | 2023-presente |